# Le Port (Riunione)
Le Port è un comune francese di 38 881 abitanti situato nel dipartimento d'oltre mare di Réunion.